# Kostel Navštívení Panny Marie (Senica)
Římskokatolický farní kostel Navštívení Panny Marie se nachází v centru západoslovenského města Senica, uprostřed menšího náměstí.

## Historie
Kostel byl vybudován v roce 1631 původně jako evangelický, v roce 1654 byl rekatolizovaný a v roce 1655 podstoupil velkou stavební úpravu. Věž na západním průčelí byla nastavená v letech 1754–1788. V roce 1936 začala postupná úprava střechy budovy. Po poškození během druhé světové války byl kostel v roce 1949 opraven a dostal současný vzhled.

## Popis
Kostel Panny Marie je jednoduchou stavbou tvořenou třemi loděmi. Venkovní fasáda je nečleněná, jednoduchá a prostá. Chrámový korpus oživují jen čtyři níže opěrné pilíře se šikmými stříškami. Mezi nimi jsou obdélníková okna ukončeny půlkruhem. Fasáda predstavanou vstupní věže s hlavním vchodem, který se v současnosti nepoužívá, je vodorovně oživená římsami a menšími okenními otvory obdélníkového tvaru. Kupole barokního tvaru pochází z roku 1959 a je rekonstrukcí střechy z počátku 20. století. Kupole věže byla pokryta měděným plechem v roce 1963.
Renesanční vstupní portál je tvořen z edikuly a nadokenních štítem, v němž je umístěn erb. Vstupní otvor (portál) lemují plastické pilastry.

## Galerie

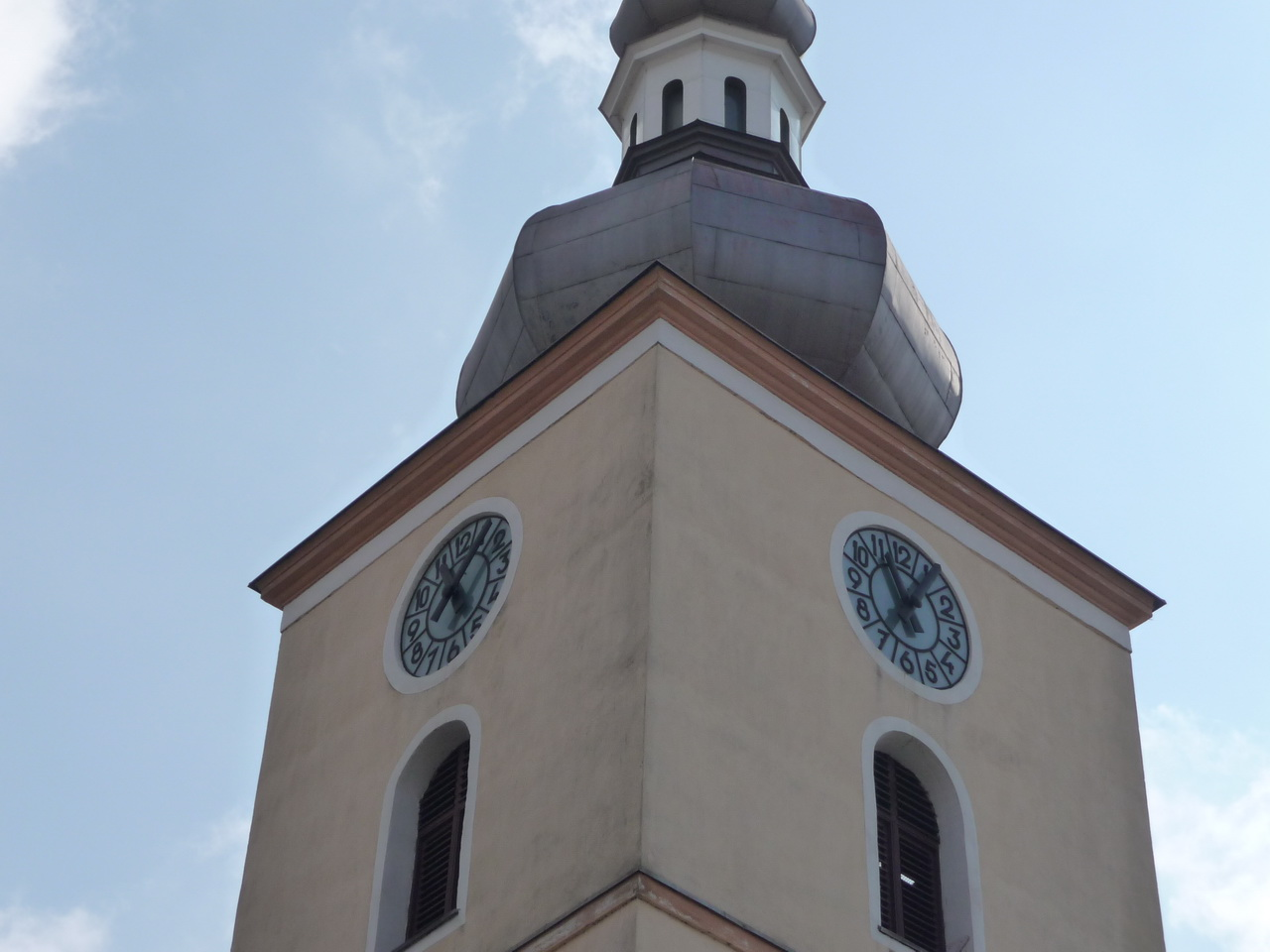
Senica, věž kostela
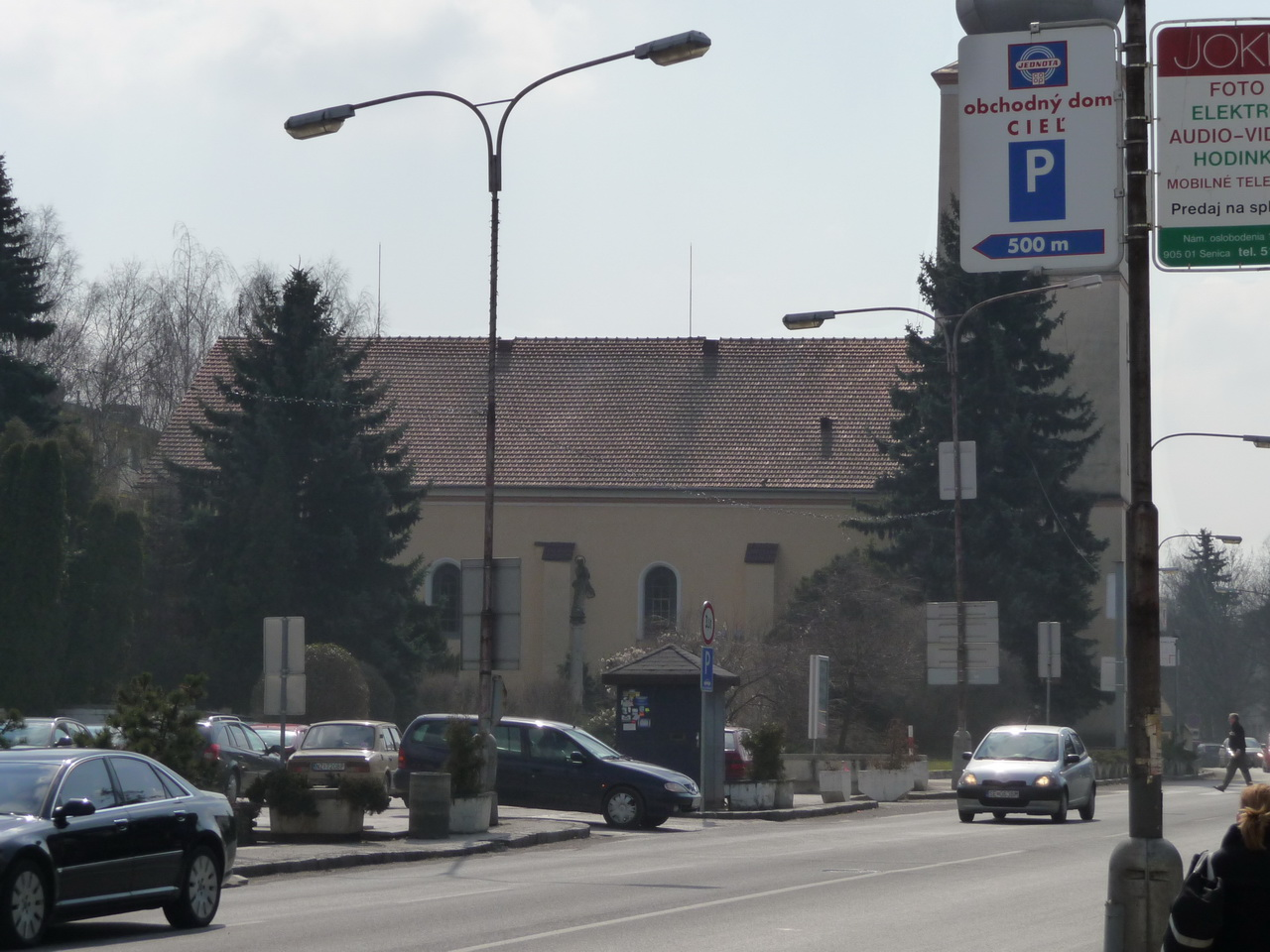
Senica, celkový pohled
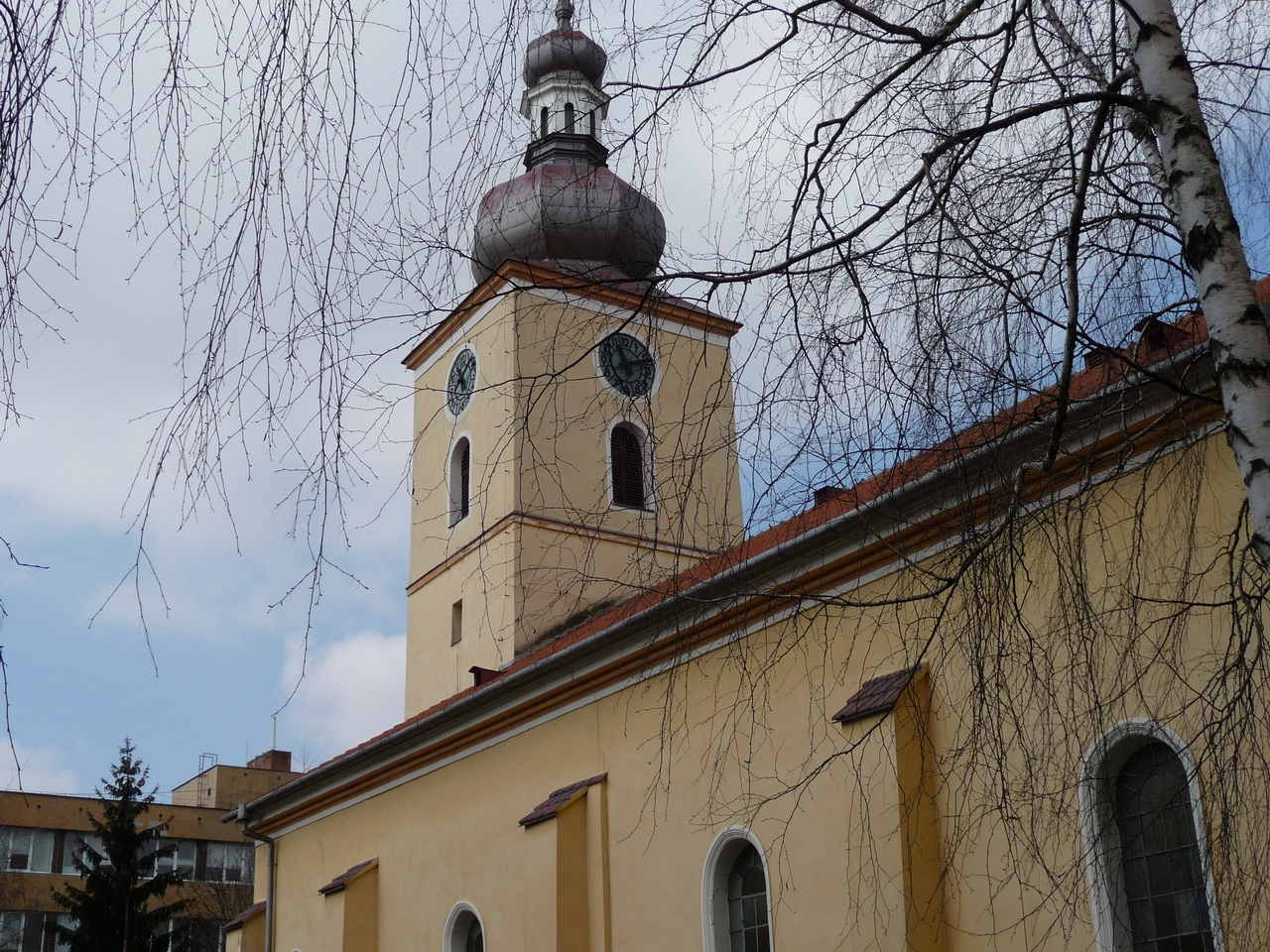
Senica, detail